# خوزه دیگو آلوارز
خوزه دیگو آلوارز (انگلیسی: José Diego؛ زادهٔ ۲۱ نوامبر ۱۹۵۴) بازیکن فوتبال اهل اسپانیا است.
از باشگاه‌هایی که در آن بازی کرده‌است می‌توان به باشگاه فوتبال ایبار و باشگاه فوتبال رئال سوسیداد اشاره کرد.
وی همچنین در تیم‌های ملی فوتبال زیر ۲۳ سال اسپانیا، Spain B national football team، و اسپانیا بازی کرده‌است.